# Meleagris californica
Meleagris californica je izumrla vrsta purana iz Sjeverne Amerike, koja je pretežito bila rasprostranjena Kaliforniji. Postala je izumrla prije oko 10.000 godina